# Chang Klang (huyện)
Chang Klang (tiếng Thái: ช้างกลาง) là một huyện (amphoe) của tỉnh Nakhon Si Thammarat, miền nam Thái Lan.

## Lịch sử
Huyện được lập ngày 15 tháng 7 năm 1996 thông qua việc tách 3 tambon phía đông nam của huyện Chawang.
Theo quyết định của chính phủ Thái Lan ngày 15 tháng 5 năm 2007, tất cả 81 tiểu huyện đều được nâng thành huyện. Với việc đăng công báo hoàng gia ngày 24 tháng 8, việc nâng cấp thành chính thức.
.

## Địa lý
Các huyện giáp ranh (từ phía bắc theo chiều kim đồng hồ) là Chawang, Lan Saka, Thung Song và Na Bon.

## Hành chính
Huyện này được chia thành 3 phó huyện (tambon), các đơn vị này lại được chia ra thành 35 làng (muban). Không có khu vực thành thị, có 3 Tổ chức hành chính tambon.
| \| STT \| Tên \| Tên tiếng Thái \| Số làng \| Dân số \| \| \| 1. \| Chang Klang \| ช้างกลาง \| 17 \| 16.989 \| \| \| 2. \| Lak Chang \| หลักช้าง \| 10 \| 7.581 \| \| \| 3. \| Suan Khan \| สวนขัน \| 18 \| 5.024 \| \| | Map of Tambon |                |         |        |  |
| STT | Tên           | Tên tiếng Thái | Số làng | Dân số |  |
| 1. | Chang Klang   | ช้างกลาง        | 17      | 16.989 |  |
| 2. | Lak Chang     | หลักช้าง         | 10      | 7.581  |  |
| 3. | Suan Khan     | สวนขัน          | 18      | 5.024  |  |